# Luan Leite da Silva
Luan Leite da Silva, kurz Luan (* 31. Mai 1996 in Campo Grande), ist ein brasilianischer Fußballspieler.

## Karriere
Luan begann seine Karriere bei Red Bull Brasil. Im Januar 2015 wechselte er zum FC Liefering. Sein Profidebüt gab er am 25. Spieltag 2014/15 gegen den LASK Linz.
Im September 2016 debütierte er für den FC Red Bull Salzburg, als er in der zweiten Runde des ÖFB-Cups gegen den SC Mannsdorf in Minute 71 für Duje Ćaleta-Car eingewechselt wurde.
Im Juli 2017 wechselte er zum Bundesligisten SK Sturm Graz, bei dem er einen bis Juni 2019 gültigen Vertrag erhielt.
Im Januar 2018 wurde er an den Ligakonkurrenten SKN St. Pölten verliehen. Zur Saison 2018/19 wechselte er fest zu den Niederösterreichern, bei denen er einen bis Juni 2020 laufenden Vertrag erhielt. In dreieinhalb Spielzeiten beim SKN kam er zu insgesamt 81 Bundesligaeinsätzen, in denen er fünf Treffer erzielte. Nach dem Abstieg der St. Pöltner in die 2. Liga am Ende der Saison 2020/21 verließ er den Verein.
Daraufhin verließ er schließlich nach sechseinhalb Jahren auch Österreich und wechselte nach Griechenland zum Erstligaaufsteiger Ionikos Nikea. Bei Ionikos spielte er jedoch keine Rolle und kam insgesamt nur zu einem Kurzeinsatz in der Super League. Daher kehrte er im Februar 2022 wieder nach Österreich zurück und schloss sich dem FC Admira Wacker Mödling an. Für die Admira kam er zu sechs Bundesligaeinsätzen. Am Ende der Saison 2021/22 stieg er mit dem Verein aber ebenfalls aus der höchsten Spielklasse ab.
Daraufhin wechselte Luan dann zur Saison 2022/23 nach Bulgarien zum Erstligisten Lokomotive Plowdiw. In Plowdiw absolvierte er acht Spiele in der Parwa liga, ehe er im Februar 2023 an den Ligakonkurrenten Spartak Warna verliehen wurde. Für diesen absolvierte er ebenfalls acht Partien im bulgarischen Oberhaus. Zur Saison 2023/24 kehrte er nicht mehr zu Lok zurück. Nach einem Halbjahr ohne Verein wechselte er im Januar 2024 nach Brasilien zum unterklassigen EC Democrata. Im März 2024 zog er weiter zu Grêmio Barueri. Zur Saison 2024/25 kehrte Luan wieder nach Österreich zurück und schloss sich Regionalligist FC Pinzgau Saalfelden an. Für Saalfelden lief er 16 Mal in der Westliga auf. Im Januar 2025 wechselte er in die Regionalliga Mitte zum FC Hertha Wels. Für die Hertha kam er bis Saisonende zu acht Einsätzen, mit Wels stieg er als Meister in die 2. Liga auf.

## Erfolge
- Österreichischer Cupsieger: 2017